# 6278 Ametkhan
A 6278 Ametkhan (ideiglenes jelöléssel 1971 TF) a Naprendszer kisbolygóövében található aszteroida. B. A. Burnasheva fedezte fel 1971. október 10-én.